# Charvensod
Charvensod – miejscowość i gmina we Włoszech, w regionie Dolina Aosty.
Według danych na styczeń 2009 gminę zamieszkiwało 2477 osób przy gęstości zaludnienia 95,5 os./1 km².